# Brauerei Rittmayer
Die Brauerei Rittmayer ist eine Brauerei in der oberfränkischen Gemeinde Hallerndorf. Der Jahresausstoß beträgt 35.000 Hektoliter.

## Geschichte
Die Brauerei Rittmayer zählt zu den ältesten Familien-Brauereien in Deutschland. Im Jahre 1422 wurde der Familie Rittmayer vom Markgrafen Friedrich IV. von Kulmbach-Ansbach das Braurecht verliehen; die Brauerei feierte im Jahr 2022 ihr 600-jähriges Bestehen.

## Gastwirtschaft
Direkt im Ortskern von Hallerndorf befindet sich die zugehörige Brauereigaststätte. Durch mehrere Umzüge der Familie Rittmayer im Laufe der Geschichte konnte es zustande kommen, dass es noch heute in dem zu Hallerndorf gehörenden Ortsteil Willersdorf sowie in dem wenige Kilometer entfernten Adelsdorfer Ortsteil Aisch Brauereigaststätten mit dem Namen Rittmayer gibt. Diese brauen ihr eigenes Bier, jedoch jeweils nur eine Biersorte.

## Kellerwirtschaften
Ebenso besitzt die Brauerei Rittmayer zwei Kellerwirtschaften im Ort. Auf dem Kreuzberg zwischen den Ortsteilen Hallerndorf und Stiebarlimbach befindet sich neben zwei weiteren Kellern der Rittmayer-Keller unterhalb der Kreuzbergkirche. Des Weiteren besitzt die Brauerei einen Gartenkeller.

## Biersorten
Die ganzjährig angebotene Produktpalette umfasst die Sorten „Landbier“, Kellerbier (eine für die fränkische Region charakteristische Biersorte, die mit Hilfe von dunklem Malz gebraut wird), Weizen, Rauchbier, „Hausbräu“ (Kellerbier), naturtrübes und filtriertes Radler, „Handgranate“ (Helles), „Smokey George“ (Rauchbier), „Bitter 42“ (Pilsner), „Bitter 58“ (Pilsner), „Summer 69“ (Weißbier), „Weizenbock“, heller Bock, „Aischbüffel“ (dunkler Bock). Saisonal offeriert wird ein „Winterweizen“, das ab Mitte September im Angebot ist.
Im Jahr 2007 wurden die Biersorten „Rauchbier“ sowie „leichtes Landbier“ mit der Goldmedaille des European Beer Star Awards ausgezeichnet. Ferner wird in der Brauerei das auf eine Geschäftsidee des Bamberger Jungunternehmers Christian Klemenz zurückgehende St. Erhard-Bier hergestellt, das in spezielle Weißglasflaschen mit Aufschrift abgefüllt und nach Indien geliefert wird.
Abgefüllt werden alle Biersorten in einem im Jahr 2000 eingeweihten modernen Abfüllzentrum, etwas außerhalb der Gemeinde.